# Lispinodes oxytelinus
Lispinodes oxytelinus är en skalbaggsart som beskrevs av Sharp 1908. Lispinodes oxytelinus ingår i släktet Lispinodes och familjen kortvingar. Inga underarter finns listade i Catalogue of Life.